# Tamu District
Tamu District är ett distrikt i Myanmar.   Det ligger i regionen Sagaingregionen, i den nordvästra delen av landet, 500 km norr om huvudstaden Naypyidaw.